# قرار مجلس الأمن التابع للأمم المتحدة رقم 2004
قرار مجلس الأمن التابع للأمم المتحدة رقم 2004، المتخذ بالإجماع في 30 أغسطس 2011.

## القرار

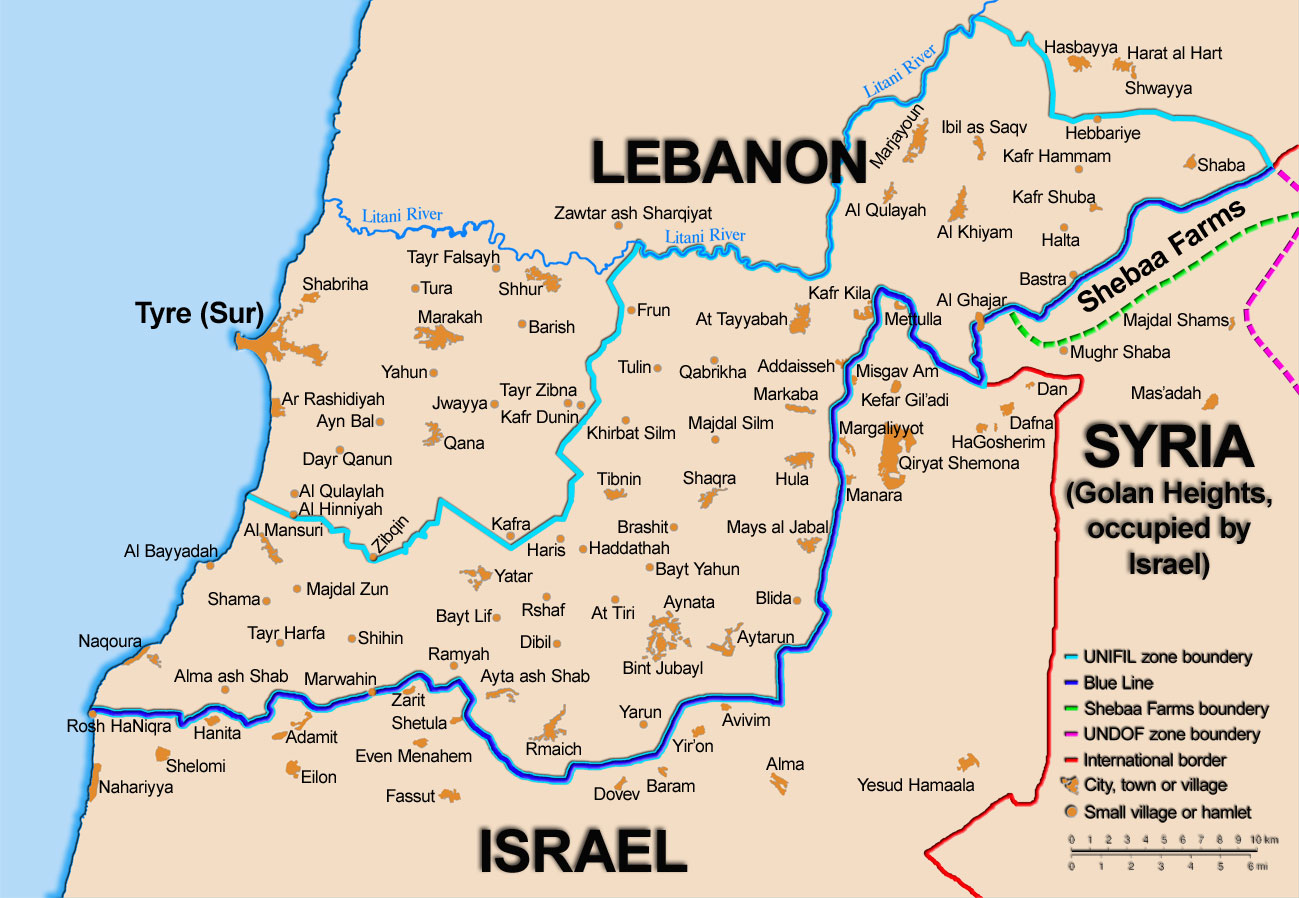
خريطة تُظهر الخط الأزرق، خط ترسيم الحدود بين لبنان وإسرائيل، الذي وضعته الأمم المتحدة بعد انسحاب إسرائيل من جنوب لبنان إثر غزوها القصير عام ١٩٧٨، المعروف باسم "عملية الليطاني". ويتبع خط وقف إطلاق النار لعام ١٩٤٩، المعروف أيضًا بالخط الأخضر، بالإضافة إلى الحدود اللبنانية السورية المتنازع عليها جزئيًا باتجاه مرتفعات الجولان المحتلة. رسم الخريطة توماس بلومبرغ، مستخدمًا خريطة اليونيفيل، التي نُشرت في يوليو ٢٠٠٦،

في أعقاب الهجمات التي تعرضت لها قوة الأمم المتحدة المؤقتة في لبنان (اليونيفيل)، مدد مجلس الأمن ولايتها لمدة عام واحد، حتى 31 آب / أغسطس 2012 وأدان بأشد العبارات جميع الاعتداءات الإرهابية التي تعرضت لها.
تم تبني القرار بالإجماع وحث المجلس جميع الأطراف المعنية على احترام وقف الأعمال العدائية ومنع أي انتهاك للخط الأزرق والتعاون الكامل مع اليونيفيل. دعا القرار إلى الانتهاء بسرعة من التحقيق اللبناني في هجمات 27 مايو و26 يوليو على القوة لتقديم الجناة إلى العدالة وحث جميع الأطراف على التقيد الصارم بالتزامها باحترام سلامة اليونيفيل وغيرهم من موظفي الأمم المتحدة.
كما حث المجلس إسرائيل على الإسراع بانسحاب جيشها من شمال قرية الغجر دون مزيد من التأخير بالتنسيق مع اليونيفيل. ودعا إلى مزيد من التعاون بين القوة والجيش اللبناني، لا سيما فيما يتعلق بالدوريات المتاخمة وطلب من الأمين العام إجراء مراجعة إستراتيجية بحلول نهاية العام لضمان تشكيل القوة على النحو الأنسب للوفاء بولايتها.

## روابط خارجية
- نص القرار في undocs.org